# Rock and Roll Music/Blue Feeling
Rock and Roll Music/Blue Feeling è un singolo di Chuck Berry pubblicato dalla Chess Records nel 1957.

## Descrizione
Entrambi i brani furono inseriti nell'album One Dozen Berrys, pubblicato nel marzo 1958.
Il disco rimase per diciannove settimane in classifica negli Stati Uniti, raggiungendo come massima posizione l'ottava e ottenendo il disco d'oro per aver venduto un milione di copie (sommando i due formati, 45 giri e 78 giri).

## Tracce
LATO A
1. Rock and Roll Music – 2:42 (Chuck Berry; edizioni musicali Arc Music)

LATO B
1. Blue Feeling – 3:06 (Chuck Berry; edizioni musicali Arc Music)

## Formazione
- Chuck Berry: chitarra, voce
- Lafayette Leake: pianoforte
- Willie Dixon: basso
- Fred Below: batteria